# Edita Gruberová
Edita Gruberová   (Rača i Bratislava, 23 de desembre de 1946 - Zúric, 18 d'octubre de 2021) fou una cantant d'òpera eslovaca, famosa per les seues interpretacions com a soprano de coloratura. Posseïa una gran claredat tonal, agilitat i habilitat per a cantar notes altes amb molta força (com, per exemple, quan va interpretar en els seus primers anys de carrera el paper de la Reina de la Nit a La flauta màgica, de Mozart). Els darrers anys de carrera va gaudir d'un èxit notable en els papers més belcantistes del repertori.

## Biografia
Gruberová era filla de mare hongaresa i pare amb ancestres alemanys. Malgrat les seues arrels i que hi ha una minoria que parla hongarès a la seua ciutat natal de Rača (ara districte de Bratislava), la seua llengua materna era l'eslovac. Va iniciar estudis de música al conservatori de la ciutat sota la tutela de Maria Medvecká. Després es va inscriure a l'Acadèmia de Música i Art Dramàtic de Bratislava. Durant aquest període va formar part del famós grup de música folklòrica Lúcnica, que es va presentar al Teatre Nacional Eslovac.
L'any 1968 va debutar en l'òpera de Bratislava en el paper de Rosina en El barber de Sevilla. Després de guanyar un concurs de cant a Tolosa de Llenguadoc, va ser contractada per a formar part del grup d'òpera del teatre J. G. Tajovský a Banská Bystrica (Eslovàquia) des de 1968 fins a 1970. Durant el període de "Normalització" de Txecoslovàquia, quan les fronteres es van tancar per als països no comunistes, la seua tutora, Medvecká, va organitzar unes audicions per a Gruberová l'estiu de 1969 en l'Òpera de l'Estat de Viena. Això li va proporcionar un contracte i l'èxit amb el personatge de Reina de la Nit. Llavors Gruberová va decidir emigrar a l'oest, i va esdevenir poc després solista a Viena, mentre seguia estudiant amb Ruthilde Boesch. La seva participació en una nova producció d'Ariadne auf Naxos l'any 1976 sota la direcció de Karl Böhm va catapultar la seva carrera internacional i la va convertir en estrella als teatres d'òpera més importants del món, especialment en els papers de coloratura.
Entre les seues principals actuacions en els més rellevants teatres cal destacar el seu debut en el Festival de Glyndebourne l'any 1972 i al Metropolitan Opera el 1977, com a Reina de la Nit; el Festival de Salzburg l'any 1977, com Thibault en Don Carlos, sota la batuta de Herbert von Karajan. El 1978 va debutar al Gran Teatre del Liceu interpretant Konstanze, d'El rapte en el serrall. Hi ha actuat ininterrompudament fins a l'any 2013 en un total de 78 aparicions, i sempre ha comptat amb l'adhesió i admiració del públic del Liceu de Barcelona. L'any 2009 va rebre la Medalla d'Or del teatre en reconeixement de la seva trajectòria al Liceu.
L'any 1984 va cantar a la Royal Opera House, com a Giulietta, en l'òpera de Bellini I Capuleti e i Montecchi. L'any 1987 va cantar a La Scala, com a Donna Anna i Marie de La Fille du régiment. El 1992 va cantar Semiramide a Zúric, i el 1990 a Viena, Roberto Devereux. En el seu repertori també trobem Zerbinetta, d'Ariadne auf Naxos, Gilda, de Rigoletto, Violetta, de La Traviata, el paper titular de Lucia di Lammermoor, Manon i Oscar d'Un ballo in maschera.
Seguint el camí d'altres cantants de coloratura, com la seua predecessora Beverly Sills, Gruberová va adquirir una veu més obscura i propícia per a papers de bel canto més pesants, com Maria Stuarda, Anna Bolena i fins i tot Norma, de Bellini. Tot i que no posseïa totes les qualitats vocals necessàries per a interpretar aquest paper còmodament, la seua gran expressivitat i impacte dramàtic, li van servir per a atraure molts admiradors.
Gruberová ha protagonitzat nombrosos enregistraments. En els últims anys ha enregistrat moltes òperes de bel canto, especialment la trilogia Tudor de Donizetti amb el segell discogràfic Nightingale.
Al setembre de 2020 la cantant eslovaca, que ja s'havia retirat de l'òpera escenificada al març de 2019 per concentrar-se a oferir concerts i recitals, va decidir abandonar definitivament el cant.

## Vida personal
Va estar casada amb el conegut director d'orquestra austríac Friedrich Haider. La seva mort, aparentment per un accident domèstic a la seua casa de Zuric el 18 d'octubre de 2021, encara no aclarit, ha tancat una de les carreres operístiques més radiants del segle xx.